# Sint-Pieters-Voeren
Sint-Pieters-Voeren és el nucli més petit del municipi de Voeren de la província de Limburg a Bèlgica al marge del Voer, té uns 250 habitants i 512 hectàrees. El riu Voer que va donar el seu nom al municipi hi neix. Compta amb el nuclis de Zwaan, Rulen, Drink i Paerds.
Sint-Pieters-Voeren era un feu del País de Dalhem fins que el 1242 el noble Daniel de Voeren va afiliar-se a l'Orde Teutònic i va donar a l'Orde el seu alou que més o menys coïncidia amb el territori de Sint-Pieters-Voeren. Va esdevenir una senyoria lliure del Sacre Imperi que depenia de la comanadoria d'Alden Biesen. En aquest mateix any, s'hi va construir una fortificació del qual el primer esment data del 1320. A poc a poc es va convertir en una veritable comanadoria de l'Orde Teutònic. L'edifici actual data del segle xvi i de principis del segle xx. Va ser expropiat a la Revolució francesa i va canviar de propietari sovint, fins que el 1893 els De Potesta de Waleffe van adquirir el conjunt força ruïnós. Van restaurar-lo amb molts canvis per adaptar-lo al gust del temps.
La capella de Sant Pere, ara església, era una sufragània del capítol de Sint-Martens-Voeren, que en cobrava el delme.
A la revolució francesa va incorporar-se al departament de l'Ourthe, la futura província de Lieja. El 1963, en traçar la frontera lingüística, va passar a la província de Limburg.

## Llocs d'interès
- Església de la Seu de Sant Pere
- La comanadoria
- El molí d'aigua Ordenmolen al Voer
- Capella de Santa Anna
- El castellet Magis

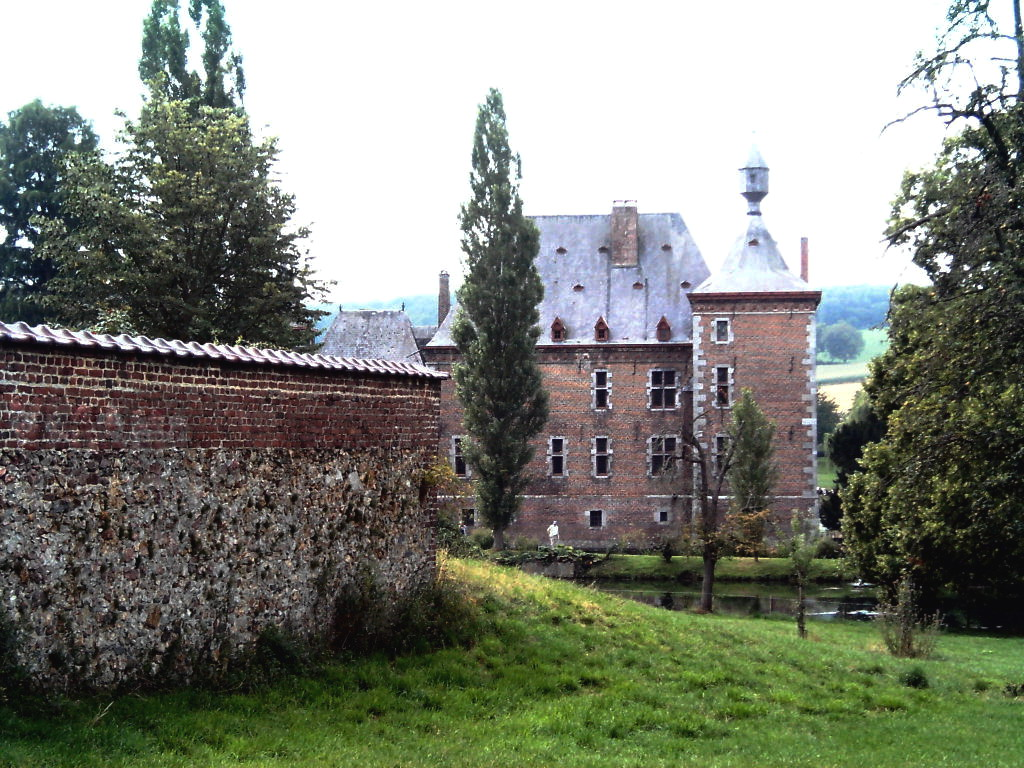
La Comanadoria
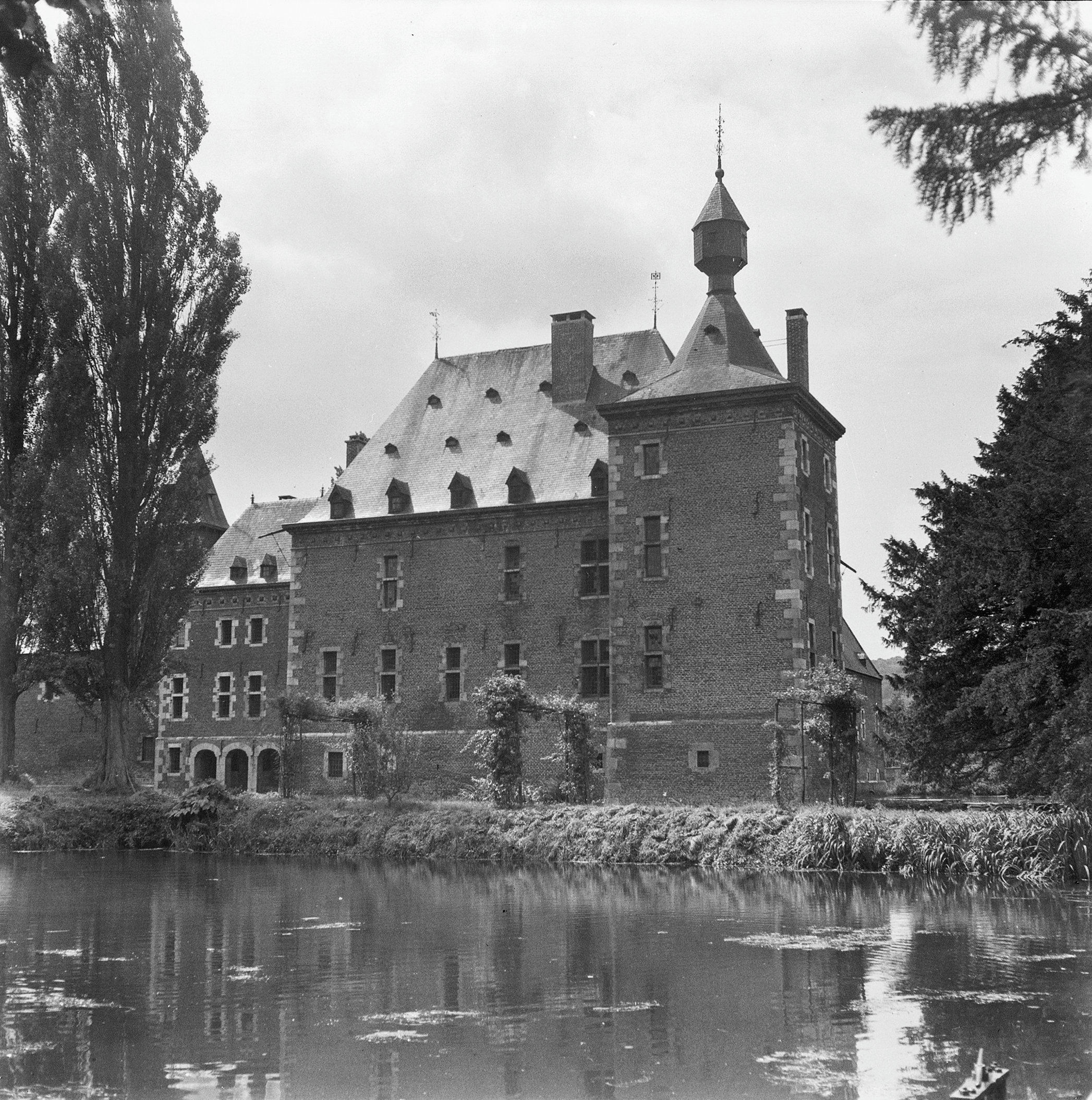
La Comanadoria
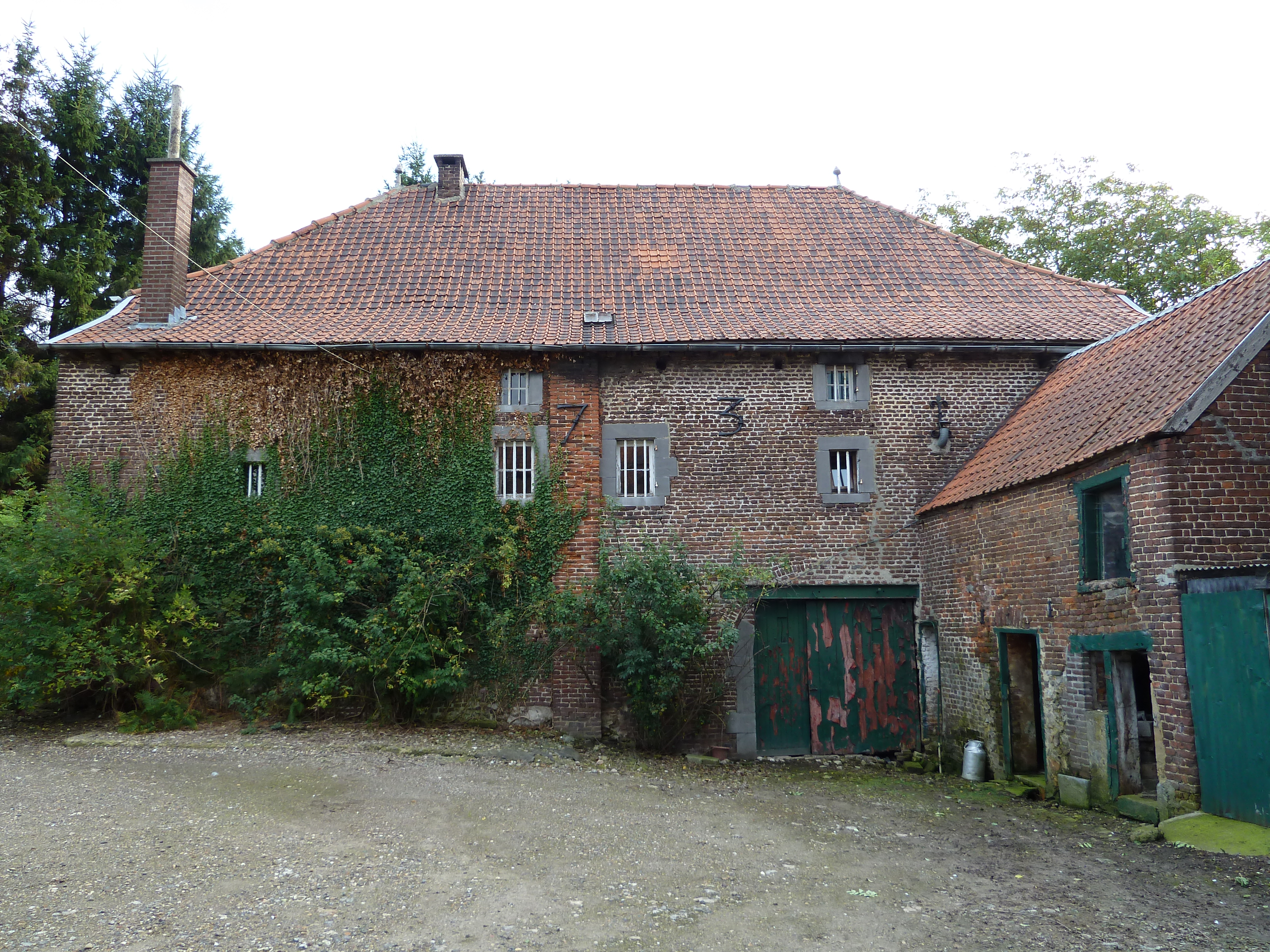
Ordenmolen